# Belejringen af Tønning
Under den Store Nordiske Krig, skete en belejring af fæstningen Tønning (Tönning) der lå i Holsten-Gottorp, som da var en allieret af det svenske imperium, to gange: Danmark-Norge blev tvunget til at ophæve den første belejring i 1700, mens en samlet anti-svensk koalition belejrede og tog Tønning i 1713-1714.

## Belejringen 1700
Den første belejring var en af de første militære aktioner i Store Nordiske Krig. Danmark-Norge Saksen-Polen-Litauen og Rusland var blevet enige om at invadere det svenske imperium på tre fronter, og i overensstemmelse hermed trængte danske styrker ind i Holsten-Gottorp, der var allieret og dynastisk forbundet med Sverige, og belejrede Tønning i marts 1700. Belejringen måtte ophæves, da Karl 12. af Sverige, bakket op af det maritime magter, i et overraskende træk indsatte en belejringshær foran København, hvilket tvang Frederik 4. af Danmark-Norge ud af krigen ved freden i Traventhal den 18. august 1700. Danmark kom først med igen i krigen i 1709 som en konsekvens af den svenske nederlag ved Poltava.

## Belejringen 1713-1714
I begyndelsen af 1713, blev det svenske imperiums og Holsten-Gottorps styrker omringede af en kombineret russisk og saksisk-polsk hær i en lomme omkring Tønning. Den svenske styrke bestod af resterne af Magnus Stenbocks 16.000 mand, der var brudt ud af Stralsund-lommen, og ignorerede ordrer om at marchere til Polen og vendte mod vest, besejrede en dansk hær i slaget ved Gadebusch og forfulgte resterne af den danske hær ind i Holsten. De russiske og saksisk-polske allierede med Danmark sendte 36.000 soldater efter Stenbock.
I februar 1713 overtrådte den mindreårige hertug Carl Frederik af Slesvig-Holsten-Gottorp sin erklærede neutralitet ved at give Stenbock ly og medhjælp på sin fæstning Tønning i forventning om støtte fra sømagterne Storbritannien og Nederlandene, i forventning om en gentagelse af udfaldet i 1700. Imidlertid greb sømagterne ikke ind, og den omringede, stadig 9.000 mand stærk hær under Stenbock løb tør for forsyninger. Da fødevaresituationen forværredes, og 2.800 svenskere blev syge, måtte Stenbock overgive sig den 16. maj 1713.
Den 1.600 stærke holstenske garnison i Tønning-fæstningen holdt ud til den 7. Februar 1714, da danske styrker, i henhold til en kongelig ordre af 13. marts 1713 om at besætte området, fik fuldstændig kontrol over Holsten-Gottorp, hvor de sidste holstenere loyale over for Sverige blev fangede i 1715. Efter Tønning overgivelse blev dens defensive værker og palads jævnet (indtil 1735).
Beslutningen, som hertugen af Holsten-Gottorp havde taget om at åbne Tønning for Stenbock samt formidlingen af den svenske overgivelse tilskrives baron Georg Heinrich von Görtz, en diplomat ved Carl Frederiks hof. De svenske fanger blev fordelt ligeligt mellem de sejrende magter trods ordrer, som den russiske kommandant Aleksandr Danilovich Menshikov havde modtaget fra zar Peter den Store om at sikre den største andel for Rusland med argumentet, at russerne havde ydet det største kontingent til den forenede hær. Ulydigheden mod ordren førte til rygter om, at Menshikov var blevet bestukket af Görtz.